# 甜心战士：眼泪
《甜心战士：眼泪》（英文名：Cutie Honey: Tears），中文又译为《甜心战士：Tears》，是日本制作的一部科幻电影，2016年10月1日在日本首映。 由东映制作，樋口良执导。这部电影改编自永井豪编著的动画及同名漫画《甜心战士》，由西内玛利亚饰演女主人公如月瞳（又名：甜心战士）。主要拍摄工作于2015年12月结束。

## 剧情概述
在不久后的将来，气候异常、病菌流行、环境污染导致人口大量减少，同时人类的生存空间急剧压缩。为此，人们建造了“重层构造都市”（即由超级摩天楼构成的城市，这样的摩天楼自身就是一座完整的城市，而不是城市的一个组成部分，参见条目《X-Seed 4000塔》），由人工智能辅助管理，用以提高人们的生活质量。在这个黑暗的未来社会，社会结构呈现畸形的金字塔结构（即贫富差距极大，占人口总数极少的权贵阶层掌握绝大部分财富，广大人民群众仅拥有社会财富总量的很少一部分），权贵阶层居住在环境优良的上层，贫穷的人居住在污染严重的下层。污染严重的下层充斥着酸雨、废水、空气污染，下层污染严重的原因在于上层过度消费及不合理的政策。
出身于下层的如月光四郎博士为了改善人们的生活质量，将因车祸去世的女儿如月瞳。改造成了拥有人类情感的人形人工智能机器人如月瞳，并由如月瞳作为人类与人工智能沟通的桥梁，并管理其它的一些人工智能设备。此外，如月光四郎博士制造的另一个女性外貌的人工智能机器人吉尔也是这座人工智能“重层构造都市”的主要管理机器人。
不久后，吉尔发动了机器人叛乱，目的在于将人类变成机器人的奴隶。叛乱中，吉尔带领这一群机器人疯狂追杀领导人类平定人工智能机器人叛乱的如月光四郎博士和如月瞳。如月光四郎博士为了保护如月瞳在身负重伤后被吉尔抓住，并被吉尔变成用科幻医疗设备（包括呼吸机、营养液输送设备、人工心脏等）维持生命的植物人奴隶以便榨取如月光四郎博士的智慧用以奴役人类。如月瞳成功逃入下层，刚到下层时还成功的从吉尔部下的魔掌中救下了童年时的早见青儿。
如月瞳的动力来源为一种名为“空中元素固定装置”的永动机，这款永动机体积不大，却能够源源不断的提供大量的能量，并能够改变元素的构成，因而也成为了大反派吉尔所要夺取的对象。
20年后，早见青儿成为了记者并成为了人类抵抗组织的领导人之一（记者是他的掩护身份，并在这20年间一直不断地寻找如月瞳）。如月瞳在吉尔的追杀中躲藏了20年后，早见青儿亲眼看见她又解救了一位差点被吉尔手下的机器人杀害的人类（早见青儿的朋友）。 早见青儿便开始跟踪如月瞳，并找到了她的住处。
这时的如月瞳已经成为了下层一对善良的老夫妻的养女，这对老夫妻其实知道如月瞳是机器人，但还像对待自己的女儿一样对待如月瞳。
如月瞳因出面解救差点被吉尔手下的机器人杀害的人类而暴露了行踪，她的养父母也被吉尔杀害， 早见青儿为保护如月瞳的养父母而受伤昏迷，如月瞳自己也因吉尔的部下攻击而受损。如月瞳和早见青儿后均被人类抵抗组织就下，之后如月瞳在早见青儿的争取下加入了人类抵抗组织。在如月瞳逃亡的20年间，有很多她的熟人被吉尔杀害。
人类抵抗组织得知上层要举办一个大派对，这次派对所产生的污染物将使下层的污染物浓度达到历史新高，因而准备向奴役人类的机器人独裁者吉尔发起总攻。总攻过程一波三折，但大反派吉尔依然被正义的如月瞳和早见青儿在吉尔“的王位厅”中将其打到彻底报废。因核心服务器“吉尔”的彻底报废，吉尔的机器人打手也全部瘫痪。在吉尔的“王位厅”中，如月瞳见到了与自己失散多年的父亲如月光四郎博士，这时的如月光四郎博士已经被吉尔打成依靠科幻医疗设备（包括呼吸机、营养液输送设备、人工心脏等）维持的植物人，仅仅剩下不完整的上身。吉尔的报废并没有阻止污染物的排放，这时的如月光四郎博士通过全息影像告诉如月瞳，要想组织污染物的排放，需要用如月瞳体内的“空中元素固定装置”吸收污染物……
随后，如月瞳用体内的“空中元素固定装置”吸收了全部的污染物，城市恢复了蓝天白云。如月瞳自己却因能量耗尽而化作一缕尘埃，“空中元素固定装置”也坠入下层。

## 演员表
西内玛利亚 饰演 如月瞳（又名：甜心战士）：
女主人公，具有人类情感的人形人工智能机器人。外表美丽、心地善良的女性外貌机器人战士。

三浦贵大 饰演 早见青儿
下层出身的一位仗义执言的记者，人类抵抗组织主要领导人之一。

石田妮可 饰演 吉尔
女反派，女性外形的人工智能机器人。通过发动机器人叛变成为女王，残忍、独裁。

高冈奏辅 饰演 浦木一仁
另一位人类抵抗组织主要领导人，早见青儿在抵抗组织中的战友。

永濑匡 饰演 木村龙太

今井れん 饰演 清濑由纪子
艾瑞克・雅克布森（Eric Jacobsen） 饰演 克里斯（Chris）
深柄比菜 饰演 露西亚
仁科贵 饰演 黑濑秀明
仓野章子 饰演 轰奈绪美
如月瞳（又名：甜心战士）逃入下层后的养母。

笹野高史 饰演 轰和夫
如月瞳（又名：甜心战士）逃入下层后的养父。

岩城滉一  饰演 如月光四郎博士
主持建造电影中“重层构造都市”的专家，人工智能专家，如月瞳的父亲。在女儿如月瞳因车祸去世后，将女儿改造成了具有人类情感的人形人工智能机器人。

## 对影片中“重层构造都市”的分析
将一座超级摩天楼自身打造成一座完整的城市，而不是（或仅仅是）城市的一部分，将平铺的城市转换为垂直向上的城市，以便节约土地资源，在现实生活中也有人做出过类似的规划，但从未真正实现。目前尚处于规划阶段的日本“X-Seed 4000塔”最接近电影中的“重层构造都市”。而现实生活中最接近“重层构造都市”的的建筑，是目前全球最高的摩天大楼迪拜“哈利法塔”。哈利法塔就曾被人称为“一座垂直而立的城市”，内部集成有包括：住宅、酒店、办公室、游泳池、商店、清真寺、水族馆在内的多种功能，但因其不具有一座城市全部的功能，因而不能将其理解为“现实生活中的重层构造都市”。
对于这一类型的城市规划，在现实生活中的人们看法不一。支持的人认为这可以有效节约土地资源。反对的人认为其存在造价过高、难以让底层及建筑中间部位有着良好的通风和采光、难以逃生、后期维护成本极高等问题。

## 外部連結
- 官方网站 （日語）
- 互联网电影数据库（IMDb）上《甜心战士：眼泪》的资料（英文）